# Trinxat
|  | Per al tipus de partició heràldica, vegeu Trinxat (heràldica). |

Trinxat és un plat de la Cerdanya, l'Alt Urgell
 i Andorra fet a base de bullir patata i col i després triturar-les i barrejar-les. S'hi afegeix cansalada i algun tipus de llard (greix) per tal de fregir la mixta. Ocasionalment s'hi afegeix all fregit. Per acabar, es fregeix tot en una paella al fogó fins que queda cuit i amb forma de truita de patata.
Té l'aspecte d'una truita petita, esqueixada amb trossos de col que li proporciona un toc de verd fosc. Se'n sol menjar durant l'hivern, sent un menjar calorífic. Sovint va acompanyat amb cansalada. És un plat destacat dins de la cuina catalana de muntanya i a Puigcerdà se celebra cada any la Festa del Trinxat.

## Recepta
Els ingredients són patata, col d'hivern, porc salat o cansalada, i per assaonar oli d'oliva i all. Sovint a l'Alt Urgell canvien la cansalada per papada del porc.